# Giorgi Kandelaki
Giorgi Kandelaki (ur. 10 kwietnia 1974) – gruziński bokser, złoty medalista mistrzostw świata i Europy.

## Kariera amatorska
W 1993 roku zdobył złoty medal podczas mistrzostw Europy w Bursie. W finale pokonał Dona Diego Poedera.
W tym samym roku zdobył srebro podczas mistrzostw świata w Tampere. W finale pokonał go Kubańczyk Félix Savón, który po raz 6 z rzędu został mistrzem świata.
W 1996 reprezentował swój kraj na igrzyskach w Atlancie - odpadł po ćwierćfinałowej walce z Félixem Savónem.
W 1997 roku zdobył złoty medal w wadze superciężkiej, podczas mistrzostw świata w Budapeszcie. W finale pokonał Kubańczyka Alexisa Rubalcabę.

## Kariera zawodowa
Jako zawodowiec zadebiutował 2 lipca 1998 roku, nokautując w 4 rundzie Shane'a Woollasa. W sumie na zawodowym ringu stoczył 24 walki, z których 18 rozstrzygnął przed czasem. Największym jego sukcesem było mistrzostwo WBU (World Boxing Union). Zawodową karierę zakończył po znokautowaniu Aleksieja Osokina w rodzinnym kraju.

## Odznaczenia
- Prezydencki Order Doskonałości – 2013[3]